# Slobodan Žumer
Slobodan Žumer [slóbodan žúmer], slovenski fizik, * 9. maj 1945, Ljubljana.

## Življenje in delo
Žumer se je rodil v družini ljubljanskega zdravnika Milana Žumra ter rentgenologinje in prav tako profesorice na medicinski fakulteti Mire Vurnik Žumer (Mira je hči Ivana Vurnika in Helene Vurnik). V rojstnem mestu je obiskoval gimnazijo (1955–1963) in študiral tehniško fiziko na Fakulteti za naravoslovje in tehnologijo (1963–1967). Prav tam je leta 1972 opravil magisterij in leta 1973 doktoriral z disertacijo Določanje kratkih kvadrupolnih spin-mrežnih relaksacijskih časov v trdnih snoveh s pomočjo jedrske dvojne resonance. V študijskem letu 1975/1976 se je izpopolnjeval na Svobodni univerzi v Bruslju. Leta 1967 se je zaposlil na ljubljanski Fakulteti za matematiko in fiziko od leta 1974 kot docent, od 1982 izredni in od 1987 kot redni profesor za fiziko. V letih 1984–86 je bil gostujoči znanstvenik na Liquid Crystal Institute v Kentu (ZDA).
Sam ali v soavtorstvu je v mednarodnih revijah objavil preko sto člankov in bil sourednik knjig Liquid crystals in complex geomerties formed by polymer and poroust networks (1996) in Defects in liquid crystals: computer simulations theory and experiment (2001).
Za pomemben prispevek pri raziskavah polimernih disperzij tekočih kristalov na univerzi v Kentu, ki so bile tudi podlaga za 3 ameriške patente, je leta 1990 prejel Kidričevo nagrado (že 1980 nagrado Sklada Borisa Kidriča) ter 2017 častni naziv ameriškega fizikalnega združenja (APS fellow) in Zoisovo nagrado za življenjsko delo.